# Denis Mogenot
Denis Mogenot, né le 15 août 1963 à Metz, est un ancien footballeur amateur français, qui jouait au poste d'attaquant.

## Biographie
Formé au FC Metz, il évolue ensuite au CSO Amnéville durant deux saisons. 
En 1984, il s'exile dans le championnat luxembourgeois à la Jeunesse d'Esch puis à l'Union Luxembourg jusqu'en 1995. Il remporte sept titres de champion du Luxembourg durant ses onze saisons passées au sein de ces deux clubs, et dispute six rencontres de Ligue des Champions. 
Il retourne ensuite en Lorraine au sein du club amateur de Maizières-les-Metz ou il évolue jusqu'en 2001.
Il n'a jamais été joueur professionnel, son métier principal étant responsable administratif et financier.

## Palmarès
- Championnat du Luxembourg
  - Vainqueur : 1985, 1986, 1988, 1989, 1990, 1991, 1992